# 南投縣仁愛鄉親愛國民小學
南投縣仁愛鄉親愛國民小學，簡稱親愛國小，是一所位在臺灣南投縣仁愛鄉親愛村的公立小學。
該校學區涵蓋親愛部落、松林部落及萬大社區，其主要族群分別為泰雅族（澤敖列亞族，萬大語系）、賽德克族（太魯閣語系）、閩南與客家裔漢人等。 該校校園建築由姜樂靜建築師團隊設計，多處融入當地文化特色。

## 歷史
該校創立於1937年（昭和12年）。
1945年（民國34年），該校在臺灣省行政長官公署教育當局接掌後改名「臺中縣仁愛鄉親愛國民學校」。
1946年（民國35年）8月，陳動材接任為戰後首任校長。1947年，台灣電力公司萬大發電廠為照顧員工，成立該校萬大分校前身「萬大幼稚園」。1950年底，校名再度依行政區劃變動更名為「南投縣仁愛鄉親愛國民學校」。1954年，萬大分校正式由萬大發電廠設立，設有小學部6班及幼稚班2班，首任分校主任為王明察，教師皆由電廠聘任，薪資福利比照其員工。有鑒於當地學童普遍嚴重營養不良，有關當局於1961年5月開辦學生營養午餐；其中包含鮮奶等食物。
1968年9月1日九年國民義務教育開始實施後，校名再度更改為「南投縣仁愛鄉親愛國民小學」。
1987年，萬大分校正式移交南投縣政府，改為「南投縣仁愛鄉親愛國民小學萬大分校」，同時停辦其幼稚園。
2005年8月1日，為因應國民教育向下延伸一年政策，校內設立國幼班，以提供當地五歲幼兒就學機會，並減緩當地與都會地區之發展差距，且確保受教機會均等。
2010年代初，該校許多學生因教師示範小提琴演奏而引發興趣，但遭遇經費不足之處境，於是開始研究自製並保養小提琴，並成立弦樂團；此後，製琴技術更被傳授與當地多位居民，以期解決當地就業問題。該校弦樂團多次在地區及全國比賽獲獎。其製造之小提琴也在有心人士引介下被贈與緬甸的音樂學校，並由翁山蘇姬代表受贈。

## 外部連結
- 官方网站
- 親愛愛樂 （页面存档备份，存于）